# 峻煌生化科技
峻煌生化科技集團有限公司，簡稱峻煌生化科技集團，以及峻煌生化科技（英語：China Sun Bio-chem Technology Group Company Limited），曾在1995年由孫貴吉創立專門在中國內地經營生產及銷售玉米澱粉等產品。

## 历史
曾在2004年9月於新加坡交易所主板上市。該公司招股價為0.38坡元，配售股份為160,100,000股，集資額為60,838,000坡元。但在2010年4月30日已除牌，原因在2007年由於受到惡性競爭影響，再加上資料不實，最後由於未能提供遵守新交所上市规则第1309条而失敗告終。